# Короченцов, Александр Васильевич
Алекса́ндр Васи́льевич Короченцов (17 августа 1877 — 6 февраля 1922) — полковник лейб-гвардии Конно-гренадерского полка, адъютант и управляющий делами великого князя Дмитрия Константиновича.

## Биография
Православный. Из дворян Области Войска Донского. Сын отставного генерал-лейтенанта Василия Петровича Короченцова и его жены Марии Константиновны Номикосовой. Младший брат Алексей — полковник, адъютант великого князя Дмитрия Константиновича.
По окончании Пажеского корпуса в 1898 году был выпущен корнетом в лейб-гвардии Конно-гренадерский полк.
Чины: поручик (1902), штабс-ротмистр (1906), полковник (1915).
Со 2 июня по 1 августа 1904 года был командирован в распоряжение великого князя Дмитрия Константиновича, а с 5 мая 1906 — в распоряжение великого князя Константина Константиновича.
В 1907 году был назначен заведывающим Двором великого князя Константина Константиновича, а в 1911 — и. д. управляющего делами великого князя Дмитрия Константиновича, каковую должность занимал вплоть до революции 1917 года. Одновременно состоял адъютантом великого князя и продолжал числиться в списках лейб-гвардии Конно-гренадерского полка.
В Гражданскую войну служил во ВСЮР и Русской армии барона Врангеля до эвакуации Крыма. С 1919 года был телохранителем княжны императорской крови Татьяны Константиновны. Сопровождал её в эмиграции, а в 1921 году женился на ней.
Скоропостижно скончался 6 февраля 1922 года в Лозанне. Был погребён на кладбище Сен-Мартен в городе Веве. В 2010-е годы захоронение было ликвидировано ввиду заброшенности.

## Награды
- Орден Святого Станислава 2-й ст. (1908);
- Орден Святого Владимира 4-й ст. (1912).
- Медаль «В память 100-летия Отечественной войны 1812 г.»;
- Медаль «В память 300-летия царствования дома Романовых».

Иностранные:
- мекленбург-шверинский орден Грифона (1902);
- французский орден Нишан-эль-Ануар (1903);
- бухарский орден Благородной Бухары 3-й ст. (1904);
- бухарский орден Благородной Бухары 2-й ст.;
- греческий орден Спасителя, кавалерский крест (1909).